# Шведський риксдалер
Риксдалер (швед. riksdaler [rɪksˈdɑːlɛr]) — шведська велика срібна монета талерного типу і одна з грошових одиниць мультивалютної грошової системи Швеції XVI—XIX століть. Перші далери викарбували в 1534 році за часів правління Густава I Ваза. Згодом, у міру псування дрібної розмінної монети, у країні виникли облікова грошова одиниця далер, що дорівнювала чотирьом маркам, і карбована велика срібна монета, названа риксдалер за аналогією з німецьким рейхсталером. Протягом наступних трьох століть вміст срібла у монеті був майже стабільним — близько 25,5 г. Також карбувались монети номіналом в 1⁄24 ,1⁄12 ,1⁄6 ,1⁄4 ,1⁄3, 1⁄2 та 2⁄3 риксдалера.
Поруч із стабільною срібною монетою, у Швеції з'являлися й інші грошові одиниці, чию вартість безуспішно намагалися прирівняти до монети, такі як риксдалер банко, риксдалерплати, риксдалер риксгельди, риксдалер кароліни тощо.
27 травня 1873 року між Данією та Швецією було підписано Скандинавський монетний союз, який передбачав відмову від срібного стандарту та уніфікацію грошових одиниць обох країн на основі крони вартістю 0,4032 г чистого золота. Останні риксдалери були викарбувані в 1873 році, а їх обмін проводився до 1 січня 1875 року.

## Передумови появи
У 1486 році ерцгерцог Тіроля Сигізмунд у зв'язку з нестачею золота і, водночас, наявністю срібних копалень у своїй державі випустив велику срібну монету. За вартістю металу, що міститься в ній (31,7 г срібла 935 проби), нова грошова одиниця була еквівалентна золотому рейнському гульдену. За своєю суттю карбування срібного гульдену стало першою у Священній Римській імперії спробою замінити золоті монети срібними аналогами. Нову монету називали «гульдинером» та «гульденгрошем». Поява великої срібної грошової одиниці відповідала потребам торгівлі тогочасної Європи . Спочатку великі срібні монети випускалися мізерними тиражами і були донативними, тобто подарунковими. У 1510—1512 роках в області Рудних гір на північному сході Богемії було відкрито багаті родовища срібла. За наказом місцевого правителя Штефана Шлика у 1516 році було засновано селище рудокопів, яке отримало назву Таль, від нім. Tal — долина. Наступного, 1517 року, місто, що розрослося, отримало назву Йоахимсталь (на честь покровителя рудокопів святого Йоахима).
За середньовічними мірками, тираж карбування нових гульдинерів був величезний. Всього до 1545 з срібла копалень Йоахимсталю було викарбувано більше 3 млн екземплярів йоахимсталерів. Це не тільки принесло колосальний дохід сімейству Шликів, а й спричинило поширення нових монет по всій Німеччині, Богемії, Угорщини та інших країнах. Велика кількість характерних грошових знаків призвела до того, що їх почали називати за місцем карбування «йоахимсталерами», або скорочено «талерами». Назва талер пізніше перейшла на всі монети типу гульденгрошена (гульдинера). У Швеції вона трансформувалося в далер.

## Перші далери
Вперше велику срібну монету у Швеції викарбували під час правління регента Стена Стуре Молодшого у 1512 році. Оскільки цей аристократ був регентом, а не королем, то на аверсі було розміщено не його портрет, а нейтральне зображення покровителя Стокгольма, святого короля Еріка. Монета не називалась далер і у нумізматичній літературі її називають «гуллен» (від «гульдинер») або «стормунт» (від швед. stormynt).

Перші далери було викарбувано в 1534 році за часів правління Густава I Ваза. На момент їх випуску на території Швеції діяла грошова система, що передбачала використання наступних одиниць (див. табл. 1):
| Марка | Ере | Ертуг | Пеннінг |
| ----- | --- | ----- | ------- |
| 1     | 8   | 24    | 192     |
|       | 1   | 3     | 24      |
|       |     | 1     | 8       |

Перші далери містили 28,06 г чистого срібла. Їх випускали зі срібла 953 проби, а загальна вага монети становила 29,44 р. На них зображений король у розкритій мантії з мечем у правій руці та державою у лівій. Нова монета відповідала 3 маркам. Вже 1540 року вміст срібла у монеті було знижено до 25,5—25,6 р.. Потім протягом трьох століть, аж до припинення існування, ця вага залишалася еталоном для риксдалера, хоч і була схильна до незначних коливань.

## Поділ далера та риксдалера
Вміст срібла в інших шведських грошових одиницях був не настільки постійним, як в срібних далерах. У країні склалася характерна для Західної Європи практика одночасного обігу повноцінної великої та неповноцінної дрібної розмінної монети. На цьому фоні ринковий курс обміну девальвуючих марок на далери постійно знижувався. Так, під час правління Юхана III (1569—1592) реальний курс срібного далера виріс з 4,5 до 38 марок. Інфляційний пік припав на початок московсько-шведської війни 1590—1595 років. Його причинами стали псування дрібної розмінної монети для покриття військових потреб та слабкість фінансової системи держави.
Спроба встановити фіксований курс 1 далер = 4 марки призвела до формування двох грошових одиниць. Перша, реальна, була срібними монетами з фіксованою кількістю благородного металу, друга — розрахункова. Реальна монета, яка приблизно дорівнювала по вмісту чистого срібла німецьким рейхсталером  (25,5 г у шведській, 25,98 г у німецькій монеті), за аналогією з ним отримала назву «риксдалер». Розрахункова грошова одиниця, рівна 4 маркам, зберегла назву «далер» і проіснувала до 1776.

У таблиці 2 наведено офіційні курси обміну одних шведських грошових одиниць на інші, що свідчить про наявність серйозних проблем грошової системи держави, постійне псування монети і частої заміни грошей, що знецінилися.
| Дата              | Офіційний курс обміну | Причина                     |
| ----------------- | --- | --------------------------- |
| 12 травня 1575 р. | 1 далер = 4 новим маркам (діяло до 1589 року) 1 нова марка = 6,5 старих у монетах 1571—1574 років 1 нова марка = 3,25 старого в монетах 1570 1 нова марка = 2,375-2,75 старого в монетах 1569 1 нова марка = 1,25-1,625 старого в монетах часів правління Еріка XIV (1560—1568)                                                                    | Заміна старих марок на нові |
| 12 січня 1593 р.  | 1 нова марка = 4 старим у монетах 1591—1592 років номіналом в 1 марку та 2 ери 1 нова марка = 2 старим у монетах номіналом у ½ ері 1 нова марка = 11⁄3 старого в монетах 1590 року, та монетам номіналом у 2 та ½ марки 1591—1592 років 1 нова марка = 1 стара в монетах до 1590 року 1 далер = 4 маркам 1 срібний далер = 4,5 марки = 1,125 далер | Заміна старих марок на нові |
| 7 вересня 1619 р. | 1 риксдалер = 52 ери = 6,5 марки = 1,625 далера |                             |

## Срібно-мідний стандарт 1624—1777 років

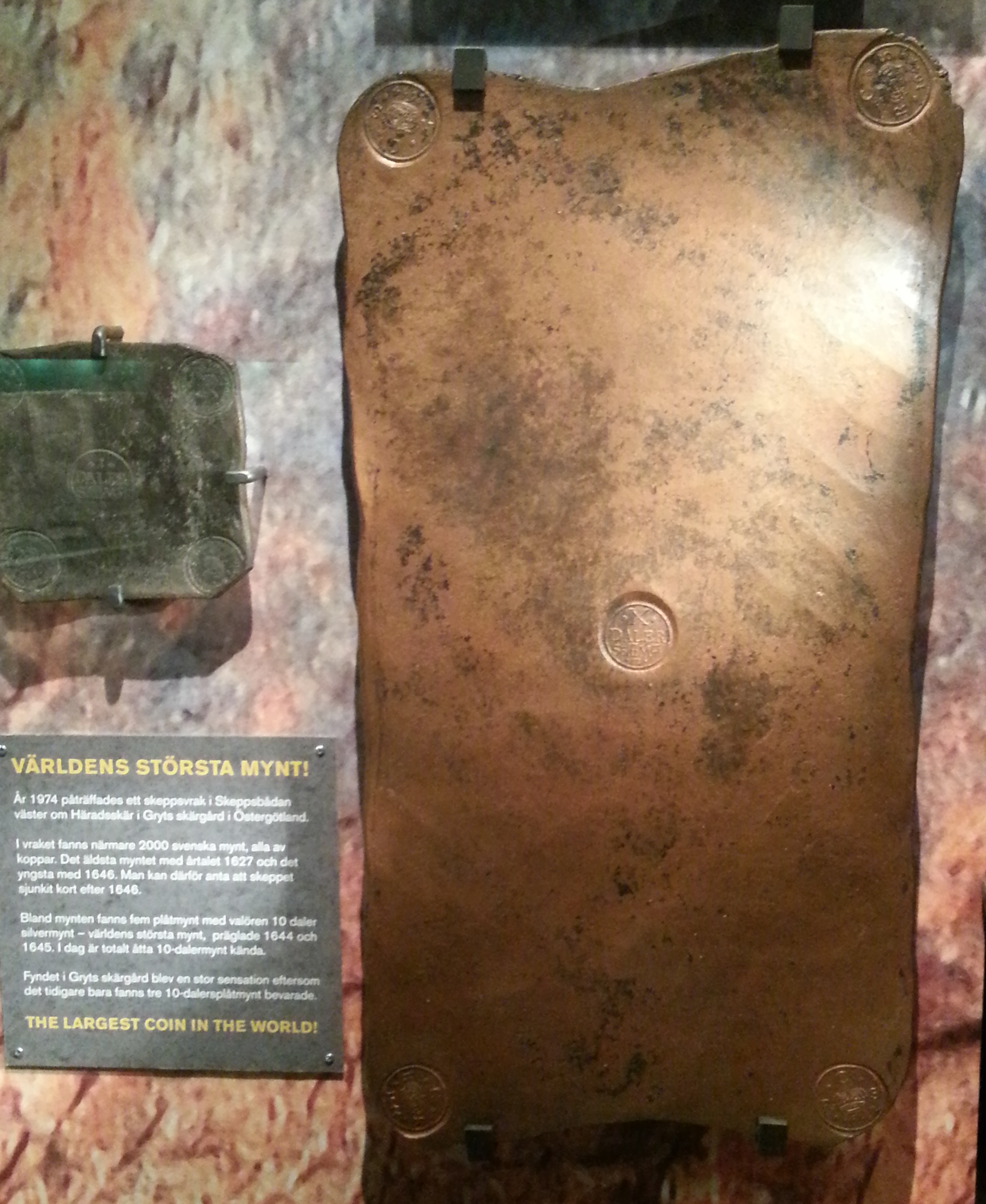
10 талерів сріблом

На початку XVII століття у Швеції виявили найбагатші поклади міді. Про їх розміри свідчить те, що країна стала основним світовим експортером металу. Перші мідні монети викарбували у 1624 році. Їхня номінальна вартість мала відповідати ціні металу. Держава стала єдиною в Європі, чия грошова система була заснована на мідно-срібному біметалізмі. Проблема, що викликала ускладнення торгових взаємин, полягала у непостійному співвідношенні ціни срібла та міді. 1633 року держава офіційно знизила курс міді до срібла вдвічі. Таким чином мідна монета номіналом в 1 ері стала відповідати ½ срібних ері. У 1643 році курс був знижений ще на 20 %, а в 1665 році — ще на1⁄6. У результаті сформувалися дві паралельні системи грошового обігу — срібна та мідна. Співвідношення срібного далера (daler silvermynt, dsm) та мідного (daler kopparmynt, dkm) після 1665 становило 1 до 3.
У державі карбували мідні ери із зазначенням «SM», що означало вміст у ній еквівалентної срібній монеті за ціною кількості міді. У 1644 році, при королеві Христині, почали виробляти великі мідні таблички з таврами монетного двору, що прирівнюють їх до певної кількості срібних талерів. Мідні зливки були досить важкими і відповідно непридатними щодо щоденних торгових операцій. Так, наприклад мідна плата, що дорівнює 10 риксдалерів, важила 19,715 кг. Випускали подібні гроші досить довго, аж до 1760. Співвідношення ціни срібла і міді було схильне до коливань. Плати з номінальною вартістю два талери сріблом отримали назву «риксдалерплот» (швед. Riksdalerplåt).
Внаслідок появи кількох систем фінансових розрахунків, наявності безлічі грошових одиниць, виникла потреба у спеціальних позначеннях різних типів риксдалерів. Повноважна срібна монета в першій половині XVII століття отримала назву «риксдалер спесі» (швед. riksdaler specie). При офіційному курсі 1 риксдалер — 6 марок — 48 ері, в 1660-х роках, лічильна одиниця, що позначала 6 марок, отримала назву «риксдалера каролін», а 48 ері — «риксдалера курант». Враховуючи, що реальний курс відрізнявся від офіційного, риксдалер спесі коштував більше риксдалера каролін, а останній більше риксдалера курант. Після 1665 терміном риксдалер каролін стали позначати ту кількість монет, яка містила 21,6684 г чистого срібла.
1661 року банк Стокгольма випустив перші шведські банкноти. Спочатку вони були популярні, оскільки їх було зручніше використовувати при розрахунках у порівнянні з важкими мідними платами. Однак перший досвід виявився невдалим. Неконтрольований випуск паперових грошей призвів до їхнього знецінення. У 1664 році банк змушений був припинити вільний обмін на металеві гроші. Риксдаг ухвалив припинити ходіння паперових грошей та обміняти їх на металеві за номінальною вартістю. Збанкрутілий банк закрили. В 1668 відкрили Риксбанк, найстаріший центральний державний банк, який знову налагодив випуск банкнот.
Під час правління Карла XII зробили спробу випуску кредитних мідних талерів, рівних за ціною срібних риксдалерів. Випуск призначався покриття витрат, що з веденням Північної війни. Спроба стабілізувати фінансовий стан держави примусовими заходами зазнала краху. Мідні аналоги срібних риксдалерів, на ім'я відповідального за їх випуск аристократа, отримали назву «далерів Герца». Випуск величезної (за різними оцінками від 20 до 40 млн) кількості цих монет призвів до повного розладу фінансової системи країни. Сам барон Герц був повішений у 1719.
Аж до реформи 1776 року грошовий обіг у Швеції відрізняло наявність безлічі грошових одиниць. Поряд із паперовими грошима в обороті перебували 5 основних типів монет — ери курант, кароліни, риксдалери, дукати та мідні плати. Курс обміну на інших постійно змінювався, що створювало безліч труднощів для торгівлі. Необхідність налагодження грошової системи призвело до реформи, реалізованої в 1777, що передбачала введення срібного монометалізму.

## Риксдалер у 1777—1873 роках
У 1776 році проведено реформу, яка передбачала уніфікацію грошового обігу. Основною грошовою одиницею ставав стабільний риксдалер, що дорівнює 48 скілінгам по 12 рундштюків кожен. Старі грошові одиниці підлягали обміну в 1777 році. Події, що відбулися незабаром, призвели до нового дисбалансу в системі грошового обігу. Для покриття військових потреб під час війни з Росією 1788—1790 років було створено Шведський національний кредитний союз (швед. Riksgäldskontoret). Він почав масово випускати цінні папери, номіновані в риксдалерах, що отримали назву «риксдалерів риксгельд» (швед. riksdaler riksgäld). Нові паперові гроші влилися в обіг, проте їхня реальна вартість сильно відрізнялася від номінальної. Поруч із риксдалерами риксгельд циркулювали банкноти центрального банку, також номіновані в риксдалерах. На відміну від цінних паперів кредитної спілки їх продовжували обмінювати на срібні монети за номіналом.
У 1808—1809 роках Густав IV Адольф, для покриття військових потреб під час чергової війни з Росією, був змушений вдатися до масової емісії риксдалерів центральним банком. У результаті їх курс знизився щодо срібної монети. Банкноти центрального банку одержали назву «риксдалери банко». Наслідки повалення короля та низка воєн призвели до банкрутства держави. Заходи, вжиті для нормалізації грошового обігу, дозволили випустити 1830 року нову серію монет, а вересні 1834 року центральний банк Швеції почав обмін дещо знецінених банкнот на срібні монети. У країні склалася практика одночасного обігу відразу трьох грошових одиниць, номінованих в риксдалерах. Монети, номіновані в риксдалерах, мали вагу 34 г срібла 750 проби. У вересні 1834 року було встановлено курс в 22⁄3 риксдалер банко за 1 риксдалер спесі. Курс риксдалерів риксгельд становив 2⁄3 від банкнот центрального банку. Між ними склалося таке співвідношення: 1 риксдалер спесі= 22⁄3 риксдалер банко = 4 риксдалерів риксгельд.

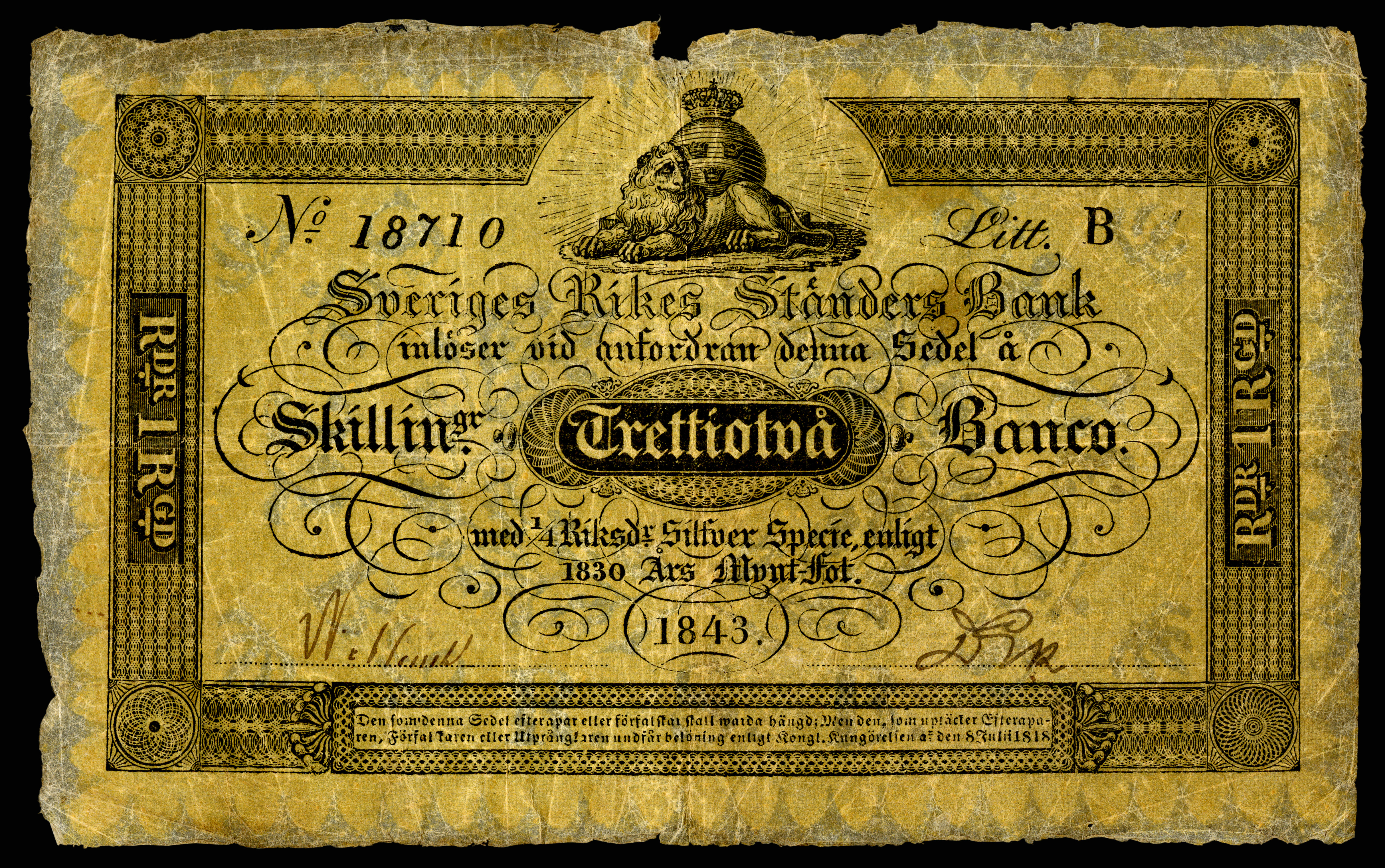
Банкнота з подвійною вказівкою номіналу: 32 скілінги банко та ¼ риксдалер спесі

На банкнотах 1835—1855 років вказували два позначення — у риксдалерах банко та риксдалерах спесі. Серед них є навіть такі нестандартні номінали, як 62⁄3 риксдалери банко (2,5 риксдалери спесі) та 162⁄3 Риксдалери банко (61⁄4 риксдалери спесі). Ще однією особливістю стала поява двох типів розмінних грошових одиниць — скілінгів. Співвідношення 1 риксдалер — 48 скілінгів зберігалося, як для риксдалерів банко, так і риксдалерів спесі. Виходячи з вищевказаного курсу, Риксдалер пихою містив 128 скілінгів банко. З 1835 року карбували виключно «скілінги банко», до 1835 — «скілінги» без вказівки «спесі».
В 1855 в країні була проведена реформа, що передбачала введення десяткової грошової системи. Розмінною одиницею ставало ере. 100 ере становили один риксдалер риксмюнт (швед. Riksmönt — державна монета). Риксдалер риксмюнт містили 6,375 г чистого срібла (8,5 г срібла 750 проби). 4 риксдалери риксмюнт прирівнювалися до одного риксдалера спесі. У країні діяв срібний стандарт. Золоті монети випускали лише з метою міжнародної торгівлі. До них відносять дукати і кароліни, поширені як торгові монети, що містили еквівалентне 10 французьким франкам кількість золота.
27 травня 1873 року між Данією та Швецією був підписаний Скандинавський монетний союз, який передбачав відмову від срібного стандарту та уніфікацію грошових одиниць обох країн на основі крони вартістю 0,4032 г чистого золота. Останні риксдалери викарбували в 1873. Тоді ж з'явилися монети номіналом 10 і 20 крон. Срібні крони вперше випустили в 1875. Розмін старих грошей на нові у Швеції проводився за курсом «1 риксдалер риксмюнт — 1 крона» до 1 січня 1875.
У таблиці 3 наведено офіційні курси обміну одних шведських грошових одиниць інші в 1777—1873 роках.
| Дата                | Офіційний курс обміну |
| ------------------- | --- |
| 1 січня 1777 року   | 1 риксдалер = 48 скілінгів 1 скілінг = 12 рундштюків 1 дукат = 123⁄24 риксдалери = 94 скілінги                                                              |
| 29 серпня 1803 року | 1 риксдалер банко = 1,5 риксдалера риксгельд = 72 скіллінга риксгельд                                                                                       |
| 7 квітня 1830 року  | 1 дукат = 2,125 риксдалерів спесі |
| 1 жовтня 1834 року  | 1 риксдалер спесі = 22⁄3 риксдалер банко = 4 риксдалер риксгельд                                                                                            |
| 1855                | 1 риксдалер риксмюнт = 100 ері = 32 скілінг банко 1 риксдалер риксмюнт = 1 риксдалер риксгельд 1 дукат = 8,25 риксдалера риксмюнт = 2,0625 риксдалера спесі |
| 29 грудня 1871      | 1 золотий каролін = 7,1 риксдалера риксмюнт |
| 30 травня 1873      | 1 крона = 1 риксдалер риксмюнт = 100 ері |